# Liste des partis politiques en Côte d'Ivoire
Cette page présente la liste des partis actuellement et anciennement en activité en Côte d'Ivoire.

## Principaux partis actuels

### Partis actuellement représentés au Parlement
- La coalition du Rassemblement des houphouëtistes pour la démocratie et la paix (RHDP) regroupe au départ le PDCI, le RDR, l'UDPCI et le MFA. Elle est transformée en parti unitaire en 2018. 137 députés en 2021 ;
  - Le Rassemblement des républicains (RDR) est actuellement le parti au pouvoir en Côte d'Ivoire à la suite de l'élection qui a porté Alassane Ouattara au pouvoir en 2010[1] ;
- Parti démocratique de Côte d'Ivoire-Rassemblement démocratique africain (PDCI-RDA). Fondé en 1946, actuellement dirigé par Tidjane Thiam, c'est l'ancien parti unique qui est dorénavant dans l'opposition. 63 députés en 2021 ;
- Parti des peuples africains – Côte d'Ivoire. 18 députés en 2021;
- Ensemble pour bâtir (EPB), coalition pour les élections de 2021, rassemblant le Front populaire ivoirien, de l'Union pour la démocratie et la paix en Côte d'Ivoire (UDPCI), le Congrès panafricain pour la justice et l’égalité des peuples (COJEP) et le mouvement Agir. 10 députés en 2021 (dont 2 députés élus sur une liste indépendante du FPI) ;
  - Le Front populaire ivoirien (FPI), ancien parti présidentiel, actuellement parti de l'opposition. Le FPI a alors deux tendances : la branche Aboudramane Sangaré, qui est à l'origine de la coalition EDS, et celle « officielle » de Pascal Affi N'Guessan ;
  - Congrès panafricain pour la justice et l'égalité (COJEP), présidé par Nogbou Yacinthe et fondé par Charles Blé Goudé.

### Partis anciennement représentés au parlement
- Mouvement des forces d'Avenir (MFA) ;
- Alliance des forces démocratiques (AFD), coalition lors de l'élection présidentielle de 2015 de 12 partis, dont le FPI et le PIT.

### Autres partis
- Alliance pour une Nouvelle Côte d'Ivoire (ANCI), scission du RDR en 2007 ;
- Entente des indépendants de Côte d'Ivoire (EDICI). Ce mouvement, qui se réclame de l'ancienne EDICI, est créé le 27 septembre 2019 et est présidé par Sékou Samba Koné ;
- Front citoyen pour le renouveau (FCR), présidé par Kanabein Omar Yeo ;
- Front populaire uni (FPU) ;
- Liberté et Démocratie pour la République (LIDER), fondé en 2011 ;
- Mouvement écologique ivoirien (MEI), fondé en 2003 par Désiré-Jean Sikely ;
- Mouvement ivoirien des jeunes engagés pour la Côte d'Ivoire (MIJEPCI), présidé par Koffi Epiphane Agougnon ;
- Mouvement ivoirien pour le renouveau et l'espoir (MIRE) ;
- Parti africain contre l'injustice (PACI), présidé par Vas Samouka Diabaté ;
- Parti communiste prolétarien de Côte d’Ivoire, parti clandestin s'opposant à la présence des forces militaires françaises ;
- Parti communiste révolutionnaire de Côte d'Ivoire ;
- Union pour le Rayonnement de la Côte d'Ivoire (URCI), dirigé par le journaliste Kouamé N'guessan Désiré, parti politique social-démocratique, panafricaniste et souverainiste, créé le 21 juin 2020 et reconnu officiellement le 3 février 2022 par l'Etat ivoirien ;
- Parti Socialiste Espoir de la côte d'ivoire (ESPOIR), créé le 18 mai 2022, présidé par Kéi Gbohou Melaine ;
- Parti du peuple de Côte d'Ivoire (PPCI), présidé par Kéi Gbohou Melaine ;
- Parti écologique ivoirien ;
- Parti ivoirien des travailleurs (PIT) ;
- Parti ivoirien du peuple, créé le 18 octobre 2001 à Yopougon, présidé par Dano Zady Gnadou ;
- Parti pour l'intégration africaine (PIA) ;
- Rassemblement populaire pour la patrie (R2P), créé en juillet 2015. Son président actuel est le Docteur David Mébra Koné ;
- Union africaine des travailleurs communistes internationalistes ;
- Union des masses populaires (UMP), créée en juillet 2014. Il a pris part aux élections législatives de 2016. Son président actuel est l'écrivain Sylvain Kean Zoh ;
- Union des nouvelles générations, parti politique ivoirien créé par Stéphane Kipre le 25 juillet 2007 ;
- Union démocratique et citoyenne (UDCY), fondé en 2000 par Théodore Mel Eg et présidé actuellement par Anicet Guela Gnanzi, élu au 2ème Congrès extraordinaire du parti, le 11 janvier 2020.
- Union pour le développement et les libertés (UDL), fondé en 2006 par Martial Joseph Ahipeaud ;
- Union pour le progrès (UPP) ;
- Union socialiste du peuple, fondé en 1996 par Henri Tohou.

## Partis disparus
- Syndicat agricole africain (en) (1944-1946), ancêtre du PDCI ;
- Bloc démocratique éburnéen (en), scission du PDCI en 1949 ;
- Parti de l'Union française de Côte d'Ivoire (en), créé en 1951 par la fusion du Parti progressiste de Côte d'Ivoire (en) (fondé en 1946) et de l'Entente des indépendants de Côte d'Ivoire (en) (fondée en 1949, intègre en 1950 l'Union des indépendants de Côte d'Ivoire (en), scission du PDCI en 1949) ;
- L'Entente des Indépendants de Côte d'Ivoire (EDICI), fondée le 31 janvier 1949 par Sékou Sanogo et dissoute par une loi le 21 septembre 1960. L'EDICI participe aux élections législatives du 17 juin 1951 et du 2 janvier 1956 L'EDICI, sous la directive de Feu Sékou Sanogo, est présente à l'Assemblée constituante française. Plusieurs projets de loi et textes sont votés par l'EDICI, notamment, ceux relatifs à l'amélioration des conditions de vies des anciens combattants et l'érection de la ville de Bouaké et de Grand-Bassam en commune de plein exercice ;
- Comité national de libération de la Côte d'Ivoire (en), groupe d'opposition en exil fondé en 1959, lié au parti du regroupement africain  ;
- Mouvement ivoirien de libération (en), parti d’opposition en exil fondé en 1959 ;
- Parti révolutionnaire ivoirien (en), groupe d'opposition clandestin existant vers 1959 ;
- Parti nationaliste, parti d'opposition fondé en 1967, rapidement interdit ;
- Alliance des jeunes patriotes pour le sursaut national, liée au FPI (2002-2011) ;
- Ensemble pour la démocratie et la souveraineté (2017-2021).

### Anciens mouvements rebelles
- Mouvement patriotique de Côte d'Ivoire ;
- Mouvement populaire ivoirien du Grand Ouest ;
- Mouvement pour la justice et la paix.

Ces groupes ont fusionné pour former les Forces nouvelles de Côte d'Ivoire, intégrées à l'armée ivoirienne en 2010 au terme de la crise politico-militaire en Côte d'Ivoire.